# SSH File Transfer Protocol
Na computação, o SSH File Transfer Protocol ou SFTP é um protocolo de transferência de arquivos e de manipulação funcional. É tipicamente utilizado com o protocolo de segurança SSH-2.
Seu propósito é semelhante ao do FTP convencional, porém em função do uso de criptografia nas conexões (através do estabelecimento de um túnel SSH) o tráfego de informações possui um incremento de segurança efetivo. Foi desenvolvido pela Internet Engineering Task Force (IETF).
1. ↑  «What is an SFTP (Secure File Transfer Protocol) and How Do You Use One?». Computer History. Consultado em 28 de março de 2023